# Hermann Gebhard (Jurist)
Hermann August Wilhelm Karl Gebhard (auch Herman Gebhard) (* 21. April 1843 in Braunschweig; † 6. Oktober 1906 in Lübeck) war ein deutscher Jurist und Stadtdirektor von Bremerhaven.

## Biografie
Gebhard war der Sohn eines Unteroffiziers und studierte Rechtswissenschaft an der Friedrich-Wilhelms-Universität zu Berlin und der Georg-August-Universität Göttingen. Er war zuerst im Justizdienst in Braunschweig tätig und wurde 1877 dort zum Stadtrat gewählt.
Ab 1880 war er Stadtdirektor in der aufstrebenden Seestadt Bremerhaven. Er war maßgeblich beteiligt am Aufbau der Stadtverwaltung. Durch seine Initiative entstand 1886 der Kunstverein in Bremerhaven. Er förderte das Entstehen des von Hermann Allmers 1882 gegründeten Heimatbundes Männer vom Morgenstern. Ab 1884 war er Mitglied der Bremer Bürgerschaft. Von 1884 bis 1891 war er zudem Mitglied im Reichstag (Deutsches Kaiserreich).

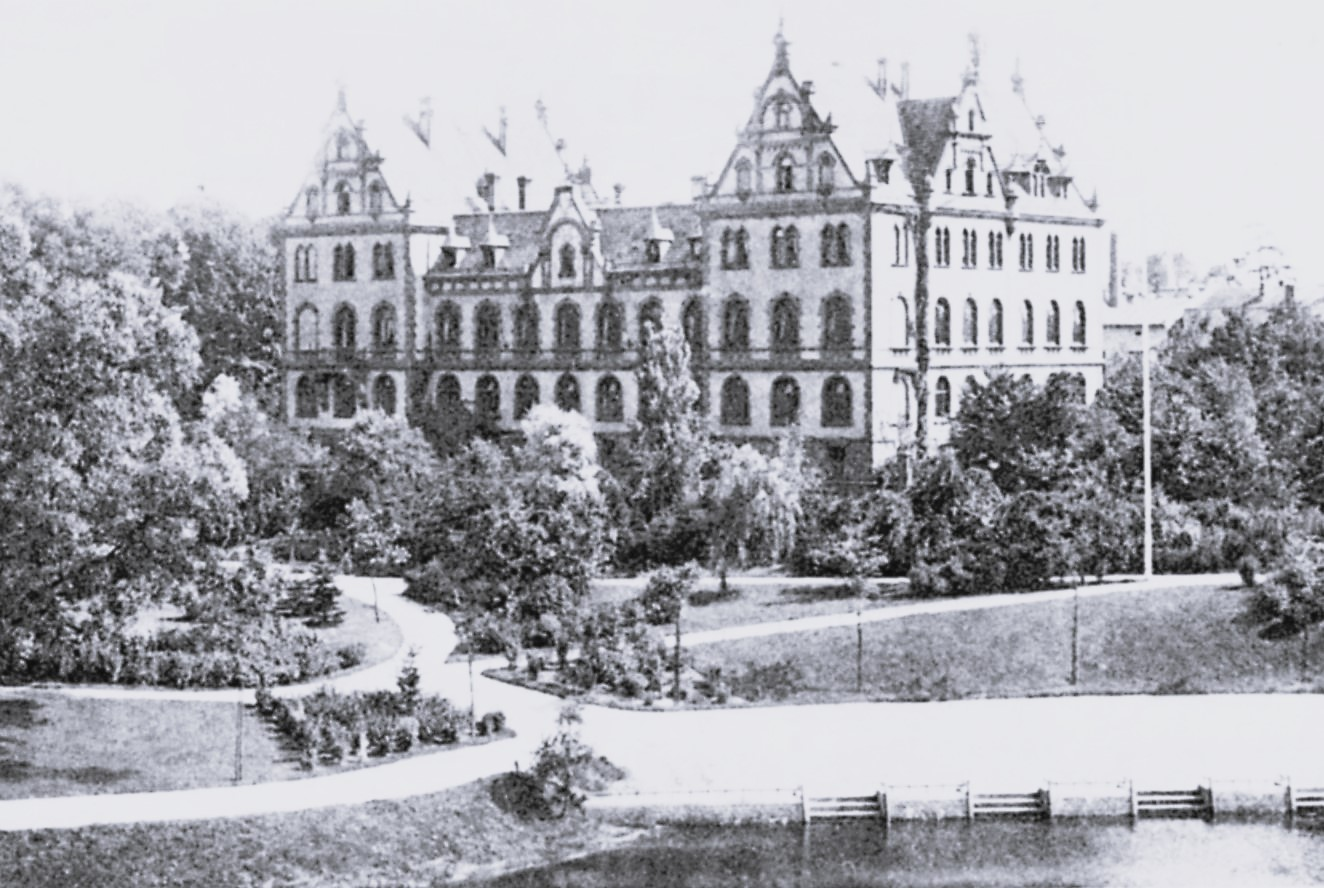
Hanseatische Versicherungsanstalt für Invaliditäts- und Altersversicherung

Als einen Ausgleich für den Verlust des Oberappellationsgerichts erhielt Lübeck 1890 aufgrund des Einsatzes von Senator Karl Peter Klügmann (NLP) nach Erlass des letzten großen Sozialversicherungsgesetzes unter Bismarck den Sitz der Hanseatischen Versicherungsanstalt für Invaliditäts- und Altersversicherung für die Beschäftigten in den drei Hansestädten Hamburg, Bremen und Lübeck. Gebhard wurde 1891 zum Leiter der Landesversicherungsanstalt der Hansestädte Bremen, Hamburg und Lübeck berufen. Sein Nachfolger als Stadtdirektor von Bremerhaven wurde 1890 Adolf Hagemann.
Gebhard wurde auf dem Oderberg bei St. Andreasberg nahe der später zeitweilig nach ihm benannten Heilstätte Oderberg-Gebhardsheim beerdigt.